# Ava Helen Pauling
Pour les articles homonymes, voir Pauling (homonymie).
Ava Helen Pauling, née le 24 décembre 1903, et morte le 7 décembre 1981, est une militante américaine des droits de l'homme et épouse du lauréat du prix Nobel Linus Pauling. Tout au long de sa vie, elle est impliquée dans divers mouvements sociaux, notamment les droits des femmes, la déségrégation, et la paix dans le monde.
Ava Helen Pauling est vivement intéressée par la politique américaine et les réformes sociales. Elle est connue pour avoir fait entrer Linus Pauling dans le domaine de la science humaine et sociale (peace and conflict studies), pour lequel il a reçu en 1962 le prix Nobel de la paix. La plus importante de ses différentes causes a été la fin de la prolifération nucléaire. Ava Helen Pauling a travaillé avec son mari, en préconisant un arrêt de la production et de l'utilisation des armes nucléaires. Leur campagne a contribué au traité d'interdiction partielle des essais nucléaires entre les États-Unis et l'Union soviétique, mettant ainsi fin à l'essai hors-sol des armes nucléaires.

## Biographie

### Jeunesse
Ava Helen Miller, la dixième d'une famille de douze enfants, a été élevée dans une ferme de 160 acres (0,65 km2) près de Beavercreek dans l'Oregon. Son père, George Miller, professeur d'école, et sa mère, Elnora Gard Miller, expriment des idéaux socialistes et encouragent la pensée libérale et la discussion à la maison. Linus Pauling explique, « Ava Helen s'intéressait aux problèmes sociaux, politiques et économiques depuis son adolescence. Elle avait l'habitude de se disputer avec un ami de la famille, l'un des juges de la Cour suprême de l'Oregon (en). Elle s'intéressait à la science en général et était très compétente, très intelligente, mais elle se souciait vraiment des êtres humains. Son souci humaniste était très grand ».
À l'âge de treize ans, deux ans après le divorce de ses parents, Ava Helen s'installe à Salem dans l'Oregon, pour vivre avec sa sœur. Elle a obtenu son diplôme de l'école secondaire de Salem en mai 1918, trois ans après son entrée, et s'est ensuite inscrite au College agricole de l'Oregon (OAC), maintenant l'université d'État de l'Oregon.

### Enseignement supérieur
C'est en 1922, au OAC, qu'Ava Helen Miller rencontre Linus Pauling pour la première fois. En tant que undergraduate, il a enseigné un cours de chimie à des étudiants en arts ménagers. Ava Helen Pauling a été inscrite à ce cours et c'est par le biais de la relation élève-enseignant qu'ils sont devenus romantiquement impliqués. Après une courte cour, les deux se marièrent le 17 juin 1923,,.

### Mariage
Pendant les premières années de son mariage, Ava Helen Pauling a travaillé comme assistante de laboratoire à temps partiel au California Institute of Technology pour son mari en prenant des notes, en faisant des maquettes et en accomplissant d'autres petites tâches,. Finalement, le couple eut quatre enfants : Linus Carl Jr. (1925-), Peter Jeffress (1931-2003), Edward Crellin (1937-1997) et Linda Helen (1932-). Au fur et à mesure que la famille grandissait, Ava Helen Pauling s'efforçait de créer un environnement familial qui permettrait à son mari de poursuivre son travail scientifique sans distractions domestiques,. Ava et son mari étaient athées.

## Activisme

### Internement au Japon
Après l'attaque japonaise sur Pearl Harbor le 7 décembre 1941, le gouvernement des États-Unis proposa l'internement de tous les Japonais de la côte ouest et des Nippo-Américains dans les camps intérieurs par crainte de l'espionnage. Ava Helen Pauling s'est vigoureusement opposée à cette décision en adhérant à l'Union américaine pour les libertés civiles (ACLU) et en s'efforçant de sensibiliser le public à l'action du gouvernement. À la demande de l'ACLU, elle et son mari ont trouvé un emploi pour un Japonais récemment libéré d'un camp d'internement américain. Par la suite, la famille Pauling a été critiquée pour ce qui était considéré comme des actions pro-japonaises,,. Les Paulings, cependant, ont continué à soutenir les droits des Japonais et des Américains tout au long de la Seconde Guerre mondiale.

### Union Now
Le mouvement Union Now est né de la publication du roman Union Now de Clarence Streit, qui encourageait les nations à se regrouper en une fédération démocratique. Ava Helen Pauling défendit ce mouvement et encouragea son mari à s'instruire sur la philosophie de Streit. En conséquence, Linus Pauling s'est impliqué publiquement dans la cause, rejoignant finalement le chapitre Pasadena de l'Union fédérale, la suite organisationnelle d'Union Now. En 1940, grâce en partie à la suggestion d'Ava Helen, Linus Pauling prononça son premier discours politique, exhortant son auditoire à considérer Union Now comme un mouvement vers un système de gouvernement viable. Pauling a ainsi véritablement entamé sa carrière en tant que défenseur public de la paix et des droits de l'homme.

### Droits des femmes
Ava Helen a été profondément impliquée dans le mouvement pour les droits des femmes. Après la Seconde Guerre mondiale, elle est devenue membre de la Ligue internationale des femmes pour la paix et la liberté, ou WILPF, Women Strike for Peace and Women Act for Disarmament, une fédération internationale de groupes de femmes au sein de laquelle elle a occupé le poste de présidente d'honneur. Elle s'est également employée à réunir d'autres militantes en faveur des femmes, contribuant ainsi à l'organisation de la « Marche pour la paix des femmes » en Europe. En plus de son appartenance à diverses organisations féminines, Ava Helen a été vice-présidente nationale à trois reprises de la WILPF, l'un des nombreux groupes dirigés par des femmes qui ont appuyé les efforts de paix des Paulings,.

### Désarmement nucléaire et paix mondiale
Pendant une grande partie de sa vie, Ava Helen Pauling a fait de la paix dans le monde sa préoccupation politique première. Pendant la guerre froide, elle et son mari ont protesté contre l'armement nucléaire et ont travaillé pour sensibiliser le public au danger de la guerre nucléaire. Même après que Linus Pauling eut été attaqué par le Sous-comité sénatorial de la sécurité intérieure, ou SISS, les Pauling continuèrent de faire campagne pour la paix dans le monde. Ava Helen Pauling a parcouru les États-Unis et l'Europe en prononçant des discours soulignant l'importance de la paix. Elle a également joué un rôle déterminant dans la mobilisation de divers groupes lors de marches et de rassemblements pour protester contre la politique militaire américaine et le maccarthysme. Après avoir recueilli plus de 9 000 signatures auprès de scientifiques du monde entier, les Paulings ont présenté en 1958 aux Nations Unies une pétition réclamant la fin des essais d'armes nucléaires dans l'atmosphère. En 1963, le président John F. Kennedy et Nikita Khrouchtchev signèrent le Traité d'interdiction partielle des essais nucléaires. La signature de ce traité a eu pour conséquence directe la remise du prix Nobel de la paix 1962 à Linus Pauling, son deuxième prix Nobel non partagé. Dans une interview qui a été diffusée dans l'émission de télévision Nova en 1977, Ava Helen Pauling a expliqué ce qui suit, :

« En discutant avec[Linus], j'ai pensé qu'il était bien sûr important qu'il fasse son travail, mais si le monde était détruit, l'œuvre n'aurait aucune valeur. Pour qu'il prenne une partie de son temps et le consacre au travail de paix comme nous l'appelons. Je me sentais un peu coupable à ce sujet parce que, bien sûr, je savais très bien quel plaisir il ressentait de son travail scientifique, quelle compétence il avait dans son travail scientifique et à quel point il était enthousiaste. »

## Héritage
Ava Helen Pauling est morte le 7 décembre 1981 après une longue bataille contre un cancer de l'estomac et subséquemment une hémorragie interne.
En reconnaissance de ses efforts pour la paix et l'égalité, le College des Arts libéraux de l'université d'État de l'Oregon a créé, en 1982, l'Ava Helen Pauling Lectureship on World Peace, maintenant connu sous le nom de Pauling Peace Lectureship. Le conférencier inaugural a été Linus Pauling et les conférenciers suivants ont inclus Paul Warnke (en), Helen Caldicott, Noam Chomsky, et Arun Manilal Gandhi (en). De plus, l'Institut Linus-Pauling a choisi de l'honorer d'un poste doté, la Chaire Ava Helen Pauling, en 1996,.

## Honneurs et récompenses
- Docteur en droit du monde, San Gabriel College, 19 juin 1962.
- Membre d'honneur : Auxiliaires fédérés de l'Union internationale des débardeurs et des magasiniers, 21 juin 1967.
- Mother of the Year Award : California State Association of Colored Women's Clubs, Emma Lazarus et Jewish Women's Clubs of Los Angeles, 1967.
- Certificat d'appréciation : Anza-Borrego Comité du Desert Protective Council, 20 décembre 1974.
- Prix Ralph-Atkinson de la section comté de Monterey de l'ACLU.
- Prix et médaille du spectre : Organisation mondiale du potentiel humain, 4 mai 1984.
- Prix Janice-Holland de la Pennsylvanie branche du Women Strike for Peace.